# متلازمة بابيلون لوفيفر
متلازمة بابيلون لوفيفر، المعروفة أيضًا باسم تقرن الجلد الراحي الأخمصي مع التهاب دواعم السن، هي اضطراب وراثي جسدي متنحٍ ناتج عن نقص في البروتياز كاثيبسين سي.

## المظهر السريري
تتميز متلازمة بابيلون لوفيفر بالتهاب دواعم السن والتقرن الراحي الأخمصي. يؤدي تخريب الأنسجة الداعمة للسن إلى فقدان معظم الأسنان اللبنية في سن 4 سنوات ومعظم الأسنان الدائمة في سن 14. يظهر فرط التقرن في راحتي اليدين وأخمصي القدمين في السنوات الأولى من الحياة. يظهر تخرب دواعم السن على الفور تقريبًا بعد سقوط آخر سن. تتعرض الأسنان للإصابة بترتيب سقوطها نفسه.

## السبب
سبب الإصابة بهذه المتلازمة هو الطفرات في جين كاثيبسن سي الموجود على الصبغي البشري 11. تورث الإصابة بالوراثة الجسدية المتنحية. ما يعني أن الجين المَعيب المسؤول عن الاضطراب موجود على صبغي جسمي (الصبغي 11 جسمي)، ويلزم وجود نسختين من الجين المعيب (واحدة موروثة من كل والد) كي يولد الفرد مصابًا. يحمل والدا الفرد المصاب باضطراب صبغي جسدي متنحٍ نسخة واحدة من الجين المعيب، لكنهما لا يعانيان عادة من علامات الاضطراب أو أعراضه.

## التشخيص
التشخيص والعلاج المبكر مهمان لمنع العواقب طويلة المدى مثل فقدان الأسنان.
يمكن إجراء التشخيص عن طريق تحليل البول الذي يظهر نشاطًا منخفضًا/معدومًا لإنزيم كاثيبسين سي.
يعد أخذ التاريخ المرضي الكامل للمريض وتحديد الأعراض الجسدية المميزة طريقة أخرى لتشخيص هذه المتلازمة. لكن غالبًا ما تكون الأعراض مشابهة في مظهرها لحالات أخرى أقل شدة، ولا يصبح تنكس الانسجة والالتهاب واضحًا إلا مع بزوغ الأسنان لدى الرضع، بالتزامن مع اضطراب مفاجئ في لون الجلد. يمكن أيضًا الكشف عن تراكم غير طبيعي للكالسيوم في عظام الجمجمة.
يمكن أن تكشف الاختبارات الجينية الجزيئية عن تغيرات في جين كاثيبسين سي تسبب متلازمة بابيلون لوفيفر، ولكن هذه الخدمة التشخيصية متوفرة في المختبرات المتخصصة فقط.

## العلاج
في عام 2006، استُخدمت الرتينوئيدات والمضادات الحيوية في تدبير الحالة وحافظت المعالجة على الأسنان لمدة عام واحد. في الم اضي، كانت تُنزع أسنان المريض كاملة ويُصنع طقم أسنان بديل.
اقتُرح إجراء بديل عن إعادة التأهيل باستخدام طقم الأسنان التقليدي بعد الفقدان التام للأسنان الطبيعية من قبل الدكتور أحمد الزحيلي وأستاذه جان فرانسوا تولاسن (مطور تقنية الطعم العظمي الجزئي المستخدمة في المعالجة). يستلزم هذا النهج زرع العظام المأخوذة من السطح الخارجي القشري للعظم الجداري في فم المريض، ما يتيح للمصاب الفرصة لعيش حياة طبيعية. على الرغم من أن هذا العلاج لا يعاكس المرض ذاته. تتمثل المعالجة بنقل النسيج العظمي من الجمجمة إلى الفك العلوي، ووضع زرعات الأسنان في الفك العلوي بعد سقوط الأسنان كلها. هذه الطريقة مطورة سابقًا لترميم الفك العلوي لدى كبار السن من قبل متخصصين في طب الأسنان. لا يوجد بعد علاج حقيقي لمساعدة المصابين بهذا المرض على الحفاظ على أسنانهم الطبيعية، ولكن يمكن تأخير فقدان الأسنان. يمكن الحفاظ على الأسنان لفترة أطول من خلال إجراء يسمى تقليح الأسنان وكشط الجذر مع استخدام المضادات الحيوية الجهازية. يجب تشخيص المتلازمة مبكرًا قدر الإمكان، إذ يساعد ذلك في الاحتفاظ بالأسنان لفترة أطول، ما يساعد على نمو الفك العلوي.